# Garnviken
Garnviken is een plaats in de gemeente Trollhättan in het landschap Västergötland en de provincie Västra Götalands län in Zweden. De plaats heeft 65 inwoners (2005) en een oppervlakte van 28 hectare.